# László Gellér
László Gellér (* 5. August 1944 in Tótkomlós) ist ein ehemaliger ungarischer Skispringer.
Gellér begann seine internationale Karriere 1961 bei der Vierschanzentournee. In den ersten zwei Jahren landete er dabei jedoch nur auf hinteren Plätzen. Erst bei der Vierschanzentournee 1963/64 konnte er seine Leistungen steigern und erreichte in Innsbruck mit dem 10. Platz erstmals eine vordere Platzierung. Bei den kurze Zeit später stattfindenden Olympischen Winterspielen 1964 in Innsbruck startete er in beiden Skisprungwettbewerben. Von der Normalschanze erreichte er mit Sprüngen auf 74 m, 74,5 m und 72 m  den 42. Platz. Von der Großschanze erreichte er mit Sprüngen auf 87 m, 82 m und 77,5 m den 34. Platz. Bei der Vierschanzentournee 1967/68 erreichte er mit dem neunten Platz in Bischofshofen die beste Einzelplatzierung seiner Karriere. Bei den Olympischen Winterspielen 1968 gehörte er erneut zum Aufgebot und erreichte im Springen von der Normalschanze den 34. Platz. Von der Großschanze sprang er auf den 19. Platz. Bei der Vierschanzentournee 1968/69 gelang ihm wie bereits 1965/66 mit dem 41. Platz das beste Ergebnis in der Tournee-Gesamtwertung. Nach zwei weiteren Jahren in der Vierschanzentournee, bei denen er meist nur mittlere oder hintere Platzierungen erreichte, beendete er 1971 seine aktive Skisprungkarriere.
László Gellér hatte mit seinem Bruder Mihály Gellér einen ebenfalls erfolgreichen Skispringer in der Familie.